# Fienden inom oss
Fienden inom oss är en svensk roman från 2007, skriven av Jan Guillou.

## Handlingen i romanen
Fienden inom oss följer polisintendent Ewa Johnsén-Tanguy, först introducerad i Guillous roman Tjuvarnas marknad. Denna gång är hennes uppdrag att förhöra misstänkta terrorister som planerat ett attentat i Sverige. Erik Ponti som först dök upp i romanen Det stora avslöjandet återkommer även i denna roman och agerar motpol i diskussionen kring de speciella terroristlagar som införts för att skydda landet mot terrorism.